# Trasvase de la llanura manchega
El Trasvase de la Llanura Manchega o Tubería de la Llanura Manchega es un trasvase que nace en el municipio conquense de Carrascosa del Campo y que concluye en la localidad de Fernán Caballero, en el Embalse de Gasset (Fernán Caballero (Ciudad Real)). Este trasvase tiene como fin el consumo humano de agua procedente de la Cabecera del Tajo para más de 30 municipios de las provincias de Cuenca, Albacete, Ciudad Real y Toledo. Este trasvase está actualmente en construcción.

## De la Cabecera a la Llanura
El agua de este trasvase se conduce por el canal Tajo-Segura hasta la localidad de Carrascosa del Campo, donde existe un embalse regulador con una capacidad de 4,70 hm³, situado en el Valle del Valdejudíos, con una altura de 14 metros y una longitud de 2.500 metros. La conducción de las tuberías se hace mediante zanjas. La conducción principal, con 117,3 km de longitud, nace en Carrascosa del Campo y culmina en Puerto Lápice (Ciudad Real) y un ramal secundario con una longitud de 45,6 km, que discurre desde Puerto Lápice hasta Fernán Caballero, donde finaliza el trayecto del trasvase.

## El embalse regulador de Carrascosa del Campo
Este embalse está situado en el Valle del río Valdejudios, el cual se ve afectado por las obras, con una desviación o una tubulación del caudal. El embalse tiene una capacidad total de 4,70 hm³ y una extensión longitudinal de 2,5 km. En los límites del embalse se encuentran yacimientos arqueológicos y paleontológicos, además de una cañada. Como consecuencia de la obra, posteriormente se plantarán flora de la zona, así como el arreglo de caminos y campos. En el embalse también habrá un área recreativa con merenderos, playa artificial, embarcadero deportivo, etc. así varias ruta en bicicleta o a pie, vistosas para los turistas.